# Objectif Mars
Ne doit pas être confondu avec Mission to Mars (parcs Disney).
Objectif Mars est un parcours de montagnes russes tournoyantes (ou spinning coaster) situé dans le parc du Futuroscope, à Jaunay-Marigny dans la Vienne. L'attraction combine des éléments de parcours scénique qui simule une séance d'entraînement spatiale et le parcours de montagnes russes. L'attraction est ouverte depuis le 13 juin 2020. 

## Histoire
L'idée date de 1985. À cette époque, l'architecte du parc Denis Laming propose de créer un pavillon intitulé Cœur Ludique de la Galaxie contenant un parcours de montagnes russes sur le thème spatial. Cela n’a finalement pas réalisé, mais le projet est remis en lumière des décennies plus tard. 
Après 24 ans d'exploitation, le 27 août 2017, le Pavillon de Solido et son théâtre Explorarium IMAX ont été définitivement fermés. Le mois suivant, en octobre 2017, Dominique Hummel, directeur du Futuroscope, annonce la construction des premières montagnes russes à part entière du parc, qui s'avère être une expérience thématique et représente un solide montant de 22 000 000 €, ce qui en fait le plus gros investissement du parc depuis leur création en 1987,. Fin 2018/début 2019, la construction des montagnes russes commence sous le nom de projet Mission Kepler,, en référence au télescope spatial Kepler ou aux lois de Kepler sur le mouvement planétaire. Il a également été confirmé qu'il s'agissait d'un produit de la société Intamin, qui avait présenté des rendus pour des attractions similaires à l'Euro Attractions Show (EAS) 2017. 
Le 2 septembre 2019, le Futuroscope présente officiellement l'attraction, sous le nom Objectif Mars, une montagne russe familiale aux véhicules tournoyants dotée d'une portion de chute et de divers effets. Le parc avait déjà envisagé plusieurs noms pour l'attraction, tels que Mars Challenge, Mars G-Force et Mars 2040 ; le nom résultant a été choisi à la suite d'un vote sur le site Internet de la Compagnie des Alpes . 
Objectif Mars devait initialement ouvrir le 28 mars 2020, mais a été retardé lorsque la pandémie de COVID-19 a forcé le parc à fermer ce mois-là,. Le Futuroscope a pu rouvrir trois mois plus tard, le 13 juin 2020 et Objectif Mars a finalement pu ouvrir également. 
Un incident survient le 7 avril 2023 sur l'un des wagons de l'attraction. Une batterie lithium présente sous le wagon prend feu, blessant deux passagères. L'attraction ferme ses portes jusqu'au 23 juin 2023 où elle rouvre au public sans la rotation des véhicules,.

## Caractéristiques
Objectif Mars a une longueur totale de piste de 500 m et peut atteindre une vitesse de pointe de 55,0 km/h grâce à l'utilisation de deux voies de lancement propulsés par pneus. L'attraction prend place en partie à l'intérieur d'un bâtiment de 1 850 m², qui abrite principalement la file d'attente, la gare, la piste de transfert, la portion de chute et la partie parcours scénique.
Objectif Mars peut fonctionner avec quatre trains de 12 passagers simultanément. Ceux-ci disposent chacun de trois voitures pouvant transporter chacune 2 passagers sur 2 rangées. Chaque train pèse environ 5,5 tonnes. À son ouverture, chaque wagon pouvait tourner librement sur tout le parcours, bien que le mouvement soit contrôlé pendant la section parcours scénique et lors du premier lancement. La rotation a été désactivée à la suite de l'incident technique survenu en avril 2023 avant de revenir en février 2025.
Sur le parcours, une portion de la piste permet aux trains d'effectuer une chute de 5 mètres de haut, la première du genre en France. L'élément peut être trouvé sur des montagnes russes telles que Hagrid's Magical Creatures Motobike Adventure à Universal's Islands of Adventure, TH13TEEN à Alton Towers, Namazu : Surveillance et Recherche Sismiques à Vulcania ou Verbolten à Busch Gardens Williamsburg. 

Les Crayons, une société de design basée à Uzès, en France, a contribué à la thématique de l'attraction et aux éléments/affichages interactifs, tandis que la société de production parisienne DIKDAK s'est occupée des programmes visuels et des supports vidéo. 

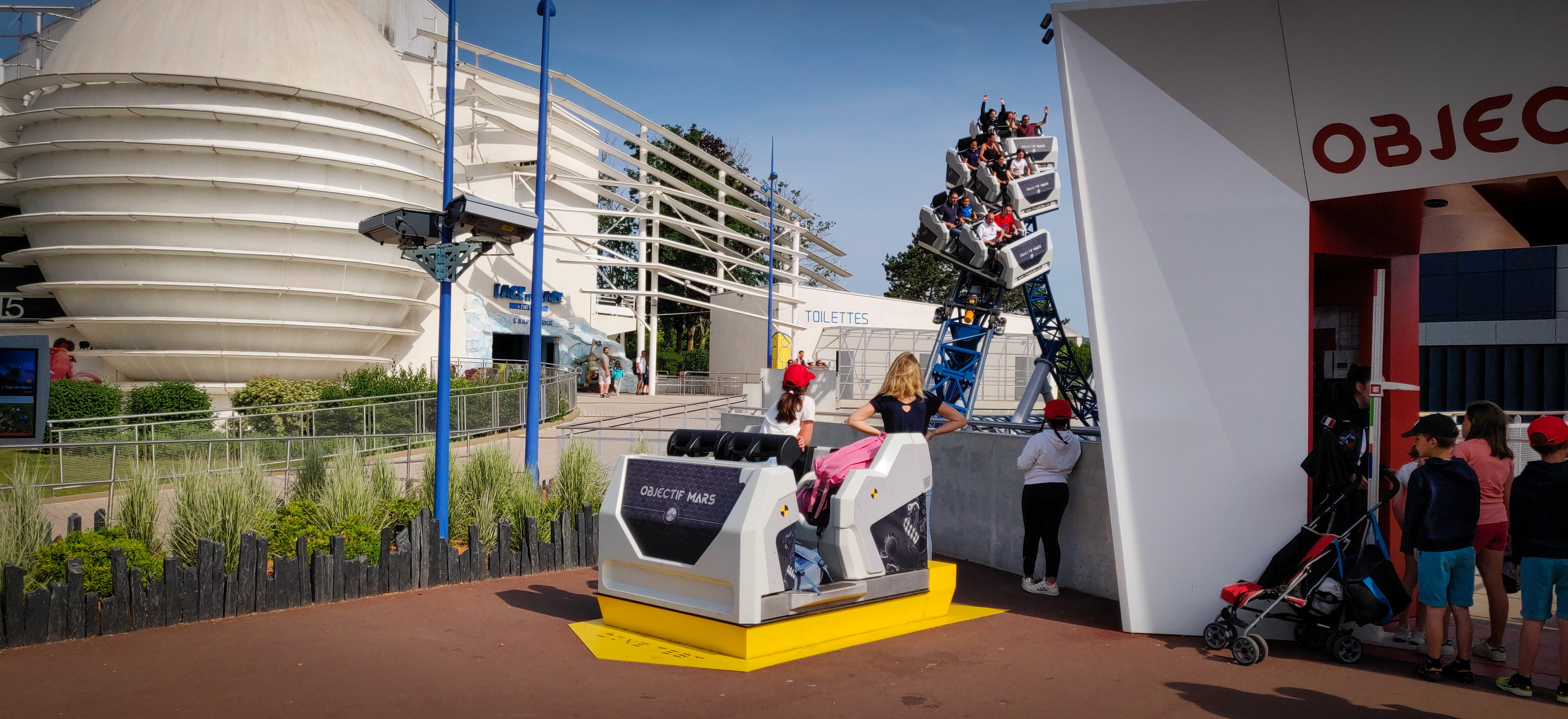
Entrée de l'attraction
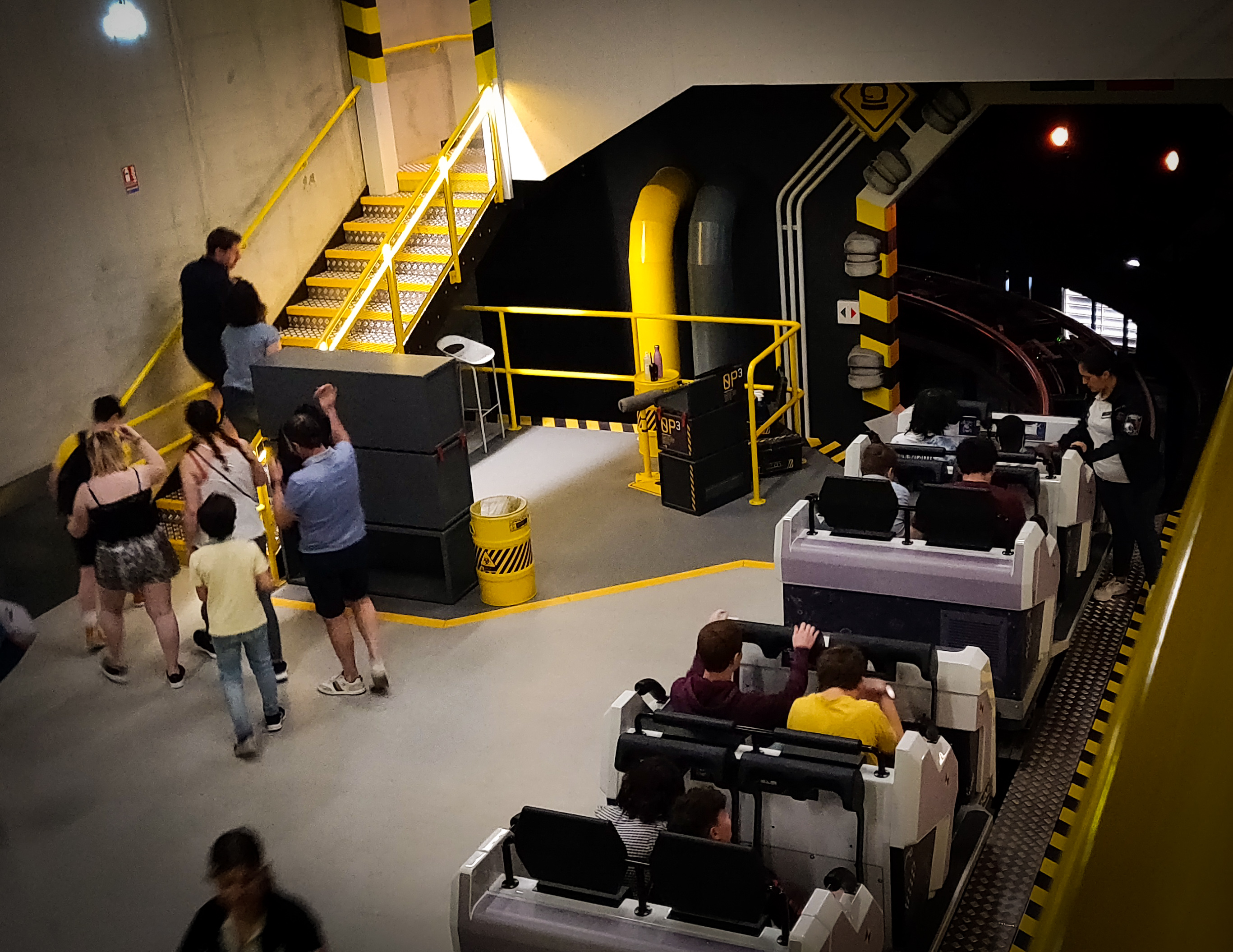
Gare d'embarquement